# NGC 4711
NGC 4711 је спирална галаксија у сазвежђу Ловачки пси која се налази на NGC листи објеката дубоког неба.
Деклинација објекта је + 35° 19' 58" а ректасцензија 12h 48m 45,7s. Привидна величина (магнитуда) објекта NGC 4711 износи 13,5 а фотографска магнитуда 14,3. NGC 4711 је још познат и под ознакама IC 3804, UGC 7973, MCG 6-28-33, CGCG 188-22, IRAS 12463+3536, PGC 43286.